# جنيفر بيتر
جنيفر بيتر هي رسامة كندية، ولدت في 1961.